# Distretto di Laçın
Il distretto di Laçın (in azero: Laçın rayon) è un distretto dell'Azerbaigian. Il suo capoluogo è Laçın. 
Il territorio ha fatto parte de facto della Repubblica dell'Artsakh dal 1992; alla mezzanotte del 1º dicembre 2020 è tornato sotto il controllo azero, con l'eccezione del corridoio di Laçın, occupato da truppe russe.